# ناوكي تاناكا
ناوكي تاناكا (باليابانية: 田中直樹) هو ممثل هزلي ‏ وممثل ياباني، ولد في 26 أبريل 1971 بأوساكا في اليابان.

## وصلات خارجية
- ناوكي تاناكا على موقع IMDb (الإنجليزية)
- ناوكي تاناكا على موقع قاعدة بيانات الفيلم (الإنجليزية)